# Mara Bełczewa
Mara Iwanowa Bełczewa (bułg. Мара Иванова Белчева, ur. 8 września 1868 w Sewliewie, zm. 16 marca 1937 w Sofii) – bułgarska pisarka, poetka i tłumaczka.

## Życiorys
Mara Bełczewa pochodziła z patriotycznej rodziny, jej ojciec był przywódcą powstania kwietniowego z 1876 przeciwko Imperium Osmańskiemu. Ukończyła gimnazjum w Wielkim Tyrnowie, a następnie szkołę dla kobiet w Wiedniu. Po powrocie do Bułgarii została nauczycielką i uczyła w Ruse i Sofii.
W 1886 poślubiła poetę i ekonomistę Christo Bełczewa, który pełnił funkcję ministra finansów w rządzie premiera Stefana Stambołowa. W 1891 zginął on podczas próby zamachu na Stambołowa. Bełczewa wyjechała do Genewy, gdzie studiowała filozofię. W 1903 rozpoczęła związek z poetą Penczo Sławejkowem, trwający do jego śmierci w 1912. Mimo że formalnie nigdy się nie pobrali, to w swoich pismach on nazywał ją swoją żoną.
W 1907 opublikowała swoje pierwsze wiersze w czasopiśmie „Misul”. Wydała trzy tomy poezji: Na praga stypki (1918), Soneti (1926) i Izbrani pesni (1931), a także biografię Sławejkowa. Przetłumaczyła na język bułgarski Tako rzecze Zaratustra Friedricha Nietzschego i Die versunkene Glocke Gerharta Hauptmanna.

## Upamiętnienie

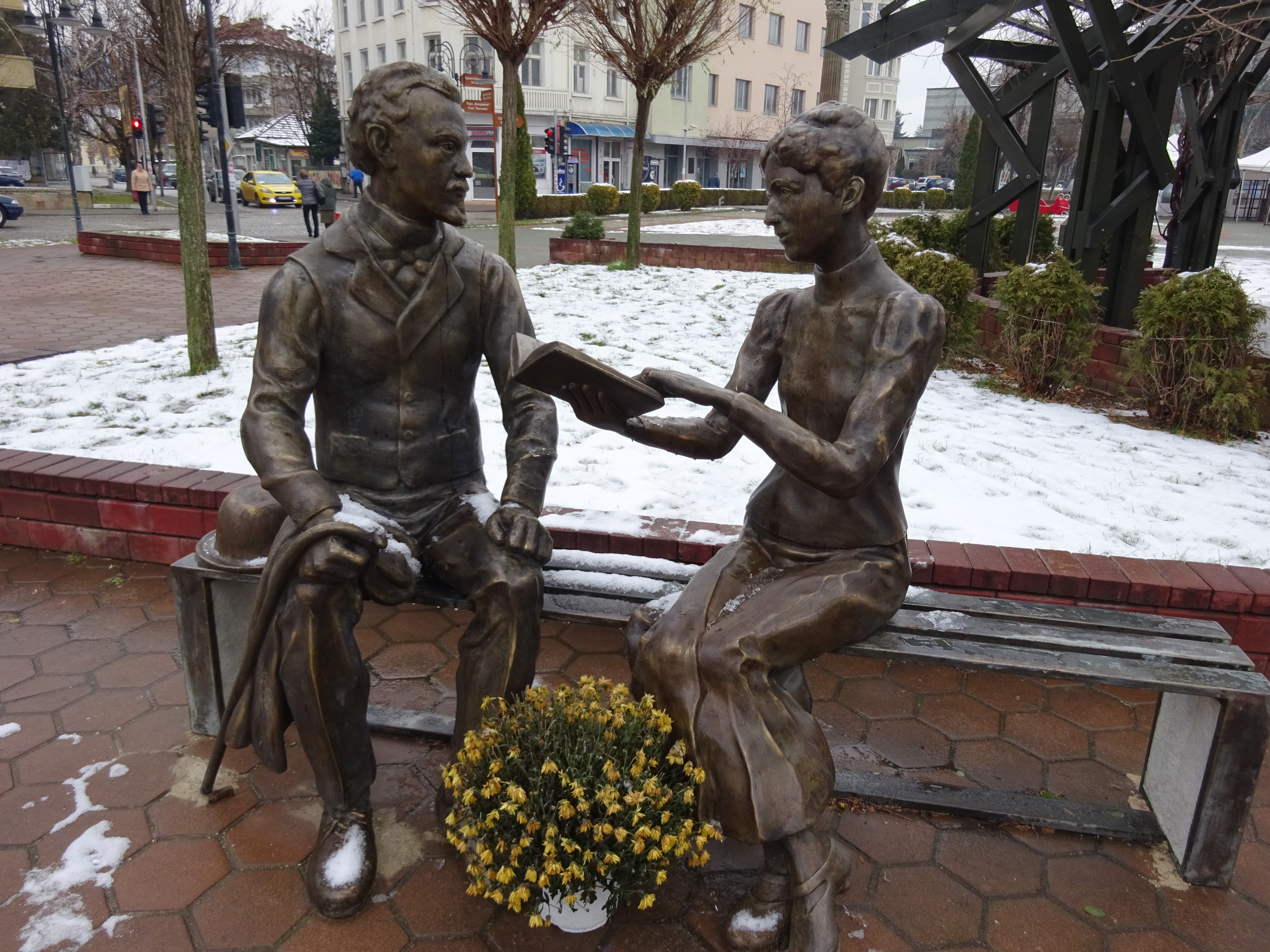
Pomnik Penczo Sławejkowa i Mary Bełczewy w Sewliewie

25 maja 2017 otwarto w bibliotece Uniwersytetu im. św. Klemensa z Ochrydy wystawę prywatnej kolekcji 120 książek w 183 woluminach Mary Bełczewy. W kolekcji znalazły się dzieła literackie, historyczne i filozoficzne w języku niemieckim, francuskim, włoskim i angielskim, ilustrujące szeroki zakres zainteresowań poetki. Były tam też: bibliofilskie wydanie z 1908 książki Tako rzecze Zaratustra Nietzschego, użyte przez nią do tłumaczenia w 1915, oraz pierwsza kopia wiersza Kyrwawa pesen (bułg. Кървава песен) z dedykacją Penczo Sławejkowa.

## Twórczość

### Poezja
- На прага стъпки (Na praga stypki, 1918)
- Сонети (Soneti, 1926)
- Избрани песни (Izbrani pesni, 1931)

### Proza
- Пенчо Славейков: Бегли спомени (Penczo Sławejkow: Begli spomeni, 1923)